# Gerhard Wunsch

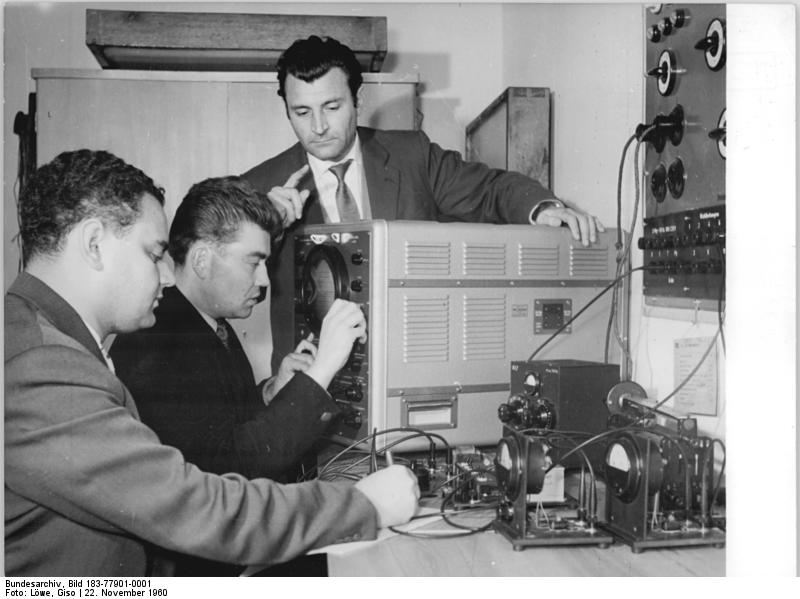
Gerhard Wunsch (rechts) betreut Studenten bei einem Praktikumsversuch, 1960

Gerhard Wunsch (* 9. November 1924 in Degow, Provinz Pommern; † 16. Juli 2020) war ein deutscher Elektrotechniker und Professor für Elektrotechnik.

## Leben
Wunsch begann 1941 seine Lehre zum Elektroinstallateur im Maschinenwerk Körlin, leistete 1943 Kriegsdienst und arbeitete 1945/46 als Elektroinstallateur bei Fa. Mohr in Plön.
Ab 1946 besuchte er die Ingenieurschule Wismar, legte 1949 seine Ingenieurprüfung ab und arbeitete 1949/50 als Laboringenieur im Werk für Fernmeldewesen in Berlin-Oberschöneweide.
1950 begann er sein Studium der Elektrotechnik an der TH Dresden, wo er 1955 sein Diplom erwarb, dann seine Aspirantur ableistete und 1959 unter Georg Mierdel seinen Doktortitel mit der Arbeit Grundzüge einer allgemeinen Theorie der Allpässe erwarb. Von 1959 bis 1963 war er Assistent und Lehrbeauftragter für Einführung in die Elektrotechnik. In diese Zeit nahm er auch eine Dozentur für Theoretische Elektrotechnik am Institut für Allgemeine Elektrotechnik an der TH/TU Dresden wahr. Nach seiner Habilitation im Jahr 1962 an der TU Dresden war er 1962/63 nebenberuflich wissenschaftlicher Mitarbeiter im VEB Schwingungtechnik und Akustik Dresden.
1963 wurde er Dozent für Theoretische Elektrotechnik am Institut für Allgemeine Elektrotechnik und 1965 Professor mit Lehrauftrag für Theoretische Elektrotechnik und mathematische Methoden für Elektrotechnik. Von 1969 bis zu seiner Emeritierung im Jahr 1990 war er ordentlicher Professor für Systemtheorie an der Sektion Informationstechnik der TU Dresden.
Er bemühte sich intensiv um eine Mathematisierung der Ingenieurausbildung. Insbesondere seit seiner Emeritierung widmete er sich der Entwicklung einer allgemeinen Prozesstheorie, in der Ergebnisse der Theorie dynamischer Systeme, der Theorie zufälliger Prozesse und eigene Arbeiten zur algebraisch begründeten Zustandstheorie einheitlich zusammengefasst werden.
Wunsch wurde 1968 die Verdienstmedaille und 1976 der Nationalpreis der DDR III. Klasse für Wissenschaft und Technik, 1989 die Ehrendoktorwürde der Hochschule Wismar und 1993 der Bergischen Universität Wuppertal sowie 1996 der Karl-Küpfmüller-Preis der ITG verliehen.

## Veröffentlichungen
- Laufzeitentzerrer und Verzögerungsschaltungen: Theorie, Berechnung und Anwendung von Allpässen; 1960
- Theorie und Anwendung linearer Netzwerke
  - Teil I: Analyse und Synthese; 1961
  - Teil II: Wellenparametertheorie und nichtstationäre Vorgänge; 1964
- Moderne Systemtheorie: Eine Einführung in die Grundlagen; 1962
- Mit Churgin und Jakowlew: Theorie und Anwendung der Signalabtastung; 1966
- Elemente der Netzwerksynthese; 1969
- Algebraische Grundbegriffe; 1970
- Systemanalyse
  - Lineare Systeme; 1967
  - Statistische Systemanalyse; 1970
  - Digitale Systeme; 1971
- Feldtheorie
  - Mathematische Grundlagen; 1971
  - Elektromagnetische Felder; 1976
- Systemtheorie der Informationstechnik: Eine Einführung in die Grundlagen; 1971
- Mit M. Peschel: Methoden und Prinzipien der Systemtheorie; 1972
- Systemtheorie; 1975
- Zellulare Systeme; 1977
- Mit Helmut Schreiber: Digitale Systeme: Grundlagen; 1982
- Mit Helmut Schreiber: Stochastische Systeme: Grundlagen; 1984
- Geschichte der Systemtheorie: Dynamische Systeme und Prozesse; 1985
- Mit Helmut Schreiber: Analoge Systeme: Grundlagen; 1985
- Herausgeber vom: Handbuch der Systemtheorie; 1986
- Mit H.-G. Schulz: Elektromagnetische Felder; 1989
- Mit Wolfgang Schwarz: Stochastische Signale und Systeme in der Übertragungs- und Steuerungstechnik; 1991
- Grundlagen der Prozesstheorie: Struktur und Verhalten dynamischer Systeme in Technik und Naturwissenschaft; 2000

## Einzelbelege
1. ↑  Anna Fejdasz: Professor Gerhard Wunsch im 96. Lebensjahr verstorben. Fakultät Elektrotechnik und Informationstechnik, Technische Universität Dresden, 17. August 2020, abgerufen am 13. Oktober 2020.
2. ↑  Gerhard Wunsch. In: Mathematics Genealogy Project. Abgerufen am 8. Februar 2017.
3. ↑  Prof. Prof. Dr.-Ing. habil., Dr.-Ing. E. h. Gerhard Wunsch. Universitätsarchiv der Technischen Universität Dresden, abgerufen am 13. Oktober 2020 (digitale Karteikarte).

| Personendaten    | Personendaten                                               |
| ---------------- | ----------------------------------------------------------- |
| NAME             | Wunsch, Gerhard                                             |
| KURZBESCHREIBUNG | deutscher Elektrotechniker und Professor für Elektrotechnik |
| GEBURTSDATUM     | 9. November 1924                                            |
| GEBURTSORT       | Degow, Provinz Pommern                                      |
| STERBEDATUM      | 16. Juli 2020                                               |